# Os Trapalhões na Serra Pelada
Os Trapalhões na Serra Pelada é um filme brasileiro de 1982, do gênero comédia, dirigido por J.B. Tanko e estrelado pela trupe humorística Os Trapalhões. O filme teve locações na Serra Pelada e no Sitio do Capim Melado, no Rio de Janeiro. Teve público aproximado de 5.051.963 espectadores.

## Sinopse
Num forró próximo a Serra Pelada, os amigos Curió (Renato Aragão), Boroca (Dedé Santana), Bateia (Zacarias) e Melexete (Mussum), assistem, fascinados, a uma dançarina bamburrada esbanjar dinheiro exibindo uma pepita de ouro e decidem a se aventuar no garimpo. Mas toda a região é controlada pelo estrangeiro Von Bermann que, auxiliado por Bira, capataz casca-grossa, explora e contrabandeia ouro, escravizando milhares de garimpeiros. Os Trapalhões fogem de lá e através da índia e garçonete Anaí, namorada de Curió, conhecem Chicão que, recém-chegado do Sul, quer esclarecer o desaparecimento de seu pai Ribamar e a invasão de sua fazenda pelos mercenários de Von Bermann. Chicão reencontra Lilian, sua namorada e filha do tabelião que também está envolvido com Von Bermann na falsificação de documentos. Os Trapalhões e Chicão formam um pequeno grupo que desafia e ameaça o poderio do gringo. Mas mesmo com toda a malandragem de Curió que, ajudado pelo indiozinho Caú aprontam mil estrepolias, o grupo é muito pequeno contra a legião de mercenários comandada por Politowski. Quando a situação atinge um ponto crítico, Chicão procura um amigo, o Tenente Carlos, que serve na região. E assim, os Trapalhões, com ajuda do Exército Brasileiro, lutam contra os mercenários do gringo, libertam o garimpo e fazem a justiça que todos esperam.

## Elenco
- Renato Aragão .... Curió
- Zacarias .... Bateia
- Mussum .... Mexelete
- Dedé Santana .... Boroca
- Gracindo Júnior .... Chicão (Francisco Alves)
- Louise Cardoso .... Lílian
- Ana Maria Magalhães .... Anaí
- Eduardo Conde .... Bira
- Felipe Levy .... Von Bermann
- Wilson Grey .... Rufino
- Castro Gonzaga .... Ribamar Alves
- Paulo Ramos .... Tenente Carlos
- Dary Reis .... Politowsky
- Ivan de Almeida
- Amauri Guarilha
- Antônio Carnera .... Pajé
- Rosina Malbouisson
- Leovegildo Carneiro, o Radar .... dono do bar
- Nilson Silva ... Caú

## Recepção
Leonardo Ribeiro em sua crítica para o Papo de Cinema disse que as gravações do filme na Serra Pelada e Rio de Janeiro "impressionam pela grandiosidade (...) passa a impressão de que o quarteto pretende realizar uma sátira social dentro do contexto do Brasil daquela época. Infelizmente, essa ideia é abandonada a partir do segundo ato, que deixa o ambiente do garimpo para adentrar numa trama aventuresca mais convencional, em que os integrantes dos Trapalhões acabam se transformando em coadjuvantes do herói da história, Chicão."  Eduardo Valente para o Contra Tempo disse que "depois da saída do ambiente de Serra Pelada, o filme parece por demais vítima da mesma fórmula vitoriosa, executada com uma certa preguiça, tanto narrativa quanto cômica. A trama se desenvolve aos borbotões, e as piadas entram quase que mecanicamente."